# Jan Křen

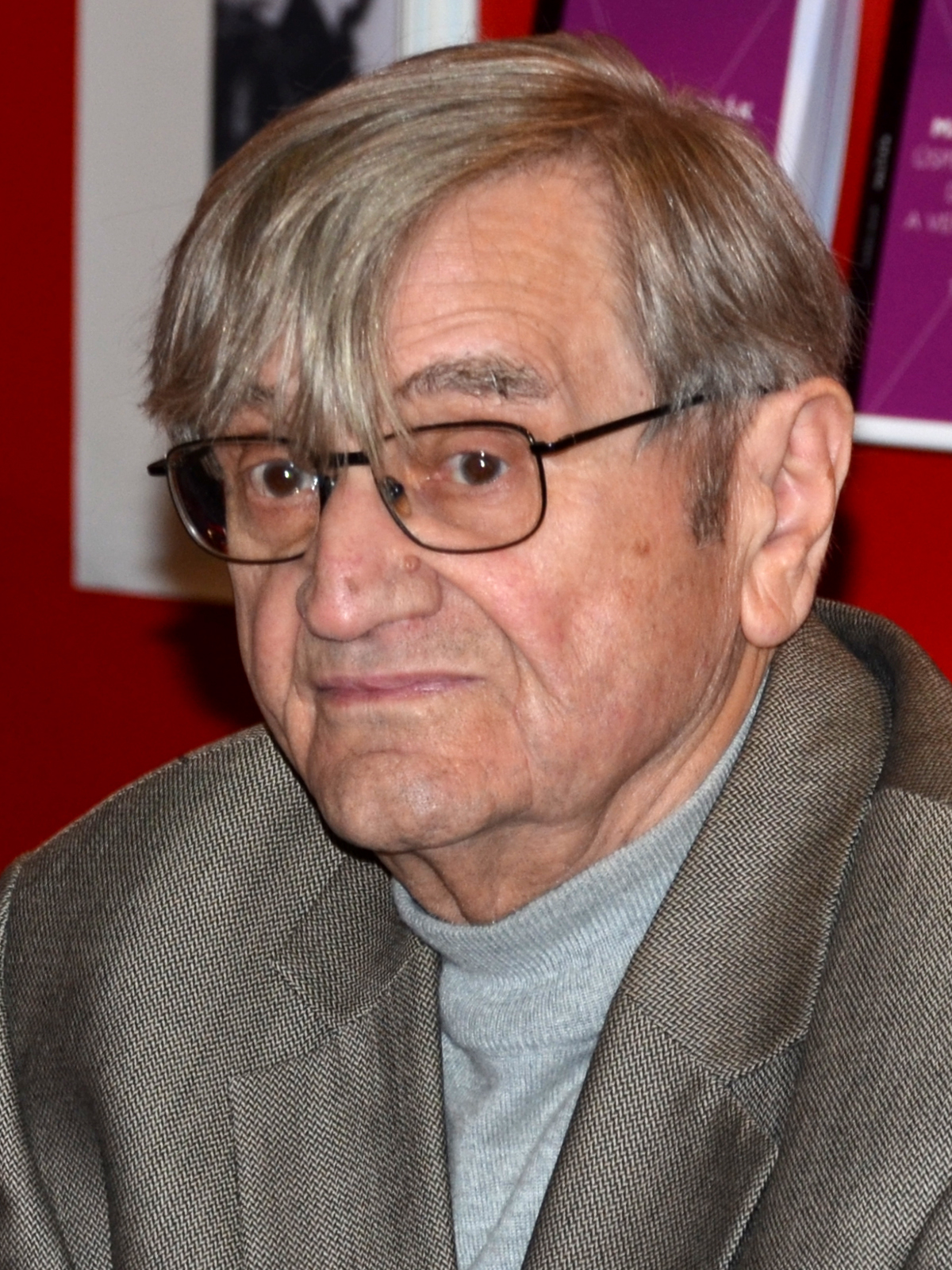
Jan Křen (2014)

Jan Křen (* 22. August 1930 in Prag; † 7. April 2020 ebenda) war ein tschechischer Historiker.

## Leben
Jan Křen wurde als Sohn eines einfachen Arbeiters in Prag geboren. Er studierte Geschichte an der Vysoká škola politická ÚV KSČ und lehrte Geschichte an der Karls-Universität in Prag. Er war Dekan des Historischen Instituts an der Philosophischen Fakultät der Karls-Universität. Von 1946 bis 1969 war Jan Křen Mitglied der Kommunistischen Partei Komunistická strana Československa. Nach der Niederschlagung des Prager Frühlings und dem Beginn des Prozesses der „Normalisierung“ und aufgrund seiner Opposition zur sowjetischen Besetzung wurde er aus der Partei ausgeschlossen, verlor seine Anstellung und arbeitete bis 1989 als normaler Arbeiter bei den Wasserwerken. Während dieser Zeit lebte er in einer Wohngemeinschaft mit den beiden anderen ebenfalls geschassten Historikern Karel Pichlík und Václav Kural in einem Bauarbeiterwagen in einem Wald außerhalb von Prag. Er war auch einer der Unterzeichner der Charta 77. Nach der Samtenen Revolution erhielt er wieder die Möglichkeit, als Historiker zu arbeiten. Er baute das Institut für Internationale Studien an der neugegründeten Sozialwissenschaftlichen Fakultät der Karls-Universität auf und leitete es mehrere Jahre. Außerdem war er einer der Initiatoren und jahrelang Vorsitzender der Tschechischen Sektion der Deutsch-Tschechischen Historikerkommission.
Thematisch befasste sich Křen mit der Ersten Tschechoslowakischen Republik, der Kommunistischen Partei und dem Zweiten Weltkrieg. Er spezialisierte sich dabei insbesondere auf die deutsch-tschechischen Verhältnisse. Zu diesen Themen publizierte er mehrere Bücher. So wurde sein 1986 veröffentlichtes Buch Konfliktní společenství. Češi a Němci 1780–1918 zehn Jahre später nach einer Übersetzung von Peter Heumos in deutscher Sprache unter dem Titel Die Konfliktgemeinschaft: Tschechen und Deutsche 1780–1918 veröffentlicht. Er hatte mehrfach Gastprofessuren in Deutschland inne; so war er von 1983 bis 1984 an der Universität Bremen, von 1990 bis 1991 in Berlin und 1998 in Marburg.
Für seine Leistungen wurde er 1996 mit der Goethe-Medaille, im Jahr 2000 mit dem Verdienstorden der Bundesrepublik Deutschland und 2002 mit der tschechischen Verdienstmedaille ausgezeichnet.
Am 7. April 2020 starb Křen im Alter von 89 Jahren während der COVID-19-Pandemie in Tschechien an den Folgen einer SARS-CoV-2-Infektion.

## Werke (Auswahl)
- Československo v období odlivu poválečné revoluční vlny a upevňování panství buržoasie (1921–1923). (1956).
- Československo v období dočasné a relativní stabilizace kapitalismu (1924–1929). (1957).
- Mnichovská zrada. (1958).
- Jak se žilo na vesnici. (1958).
- Do emigrace. Buržoazní zahraniční odboj 1938–1939. (1963).
- Odsun Němců ve světle nových pramenů. (1967).
- V emigraci. Západní zahraniční odboj 1939–1940. (1969).
- Konfliktní společenství. Češi a Němci 1780–1918. (1986; deutsch: Die Konfliktgemeinschaft, 1996, 2. Aufl. 1999).
- Integration oder Ausgrenzung. Deutsche und Tschechen 1890–1945. (1989).
- Bílá místa v našich dějinách. (1990).
- Historické proměny češství. (1992).
- Obraz Němců Rakouska a Německa v české společnosti 19. a 20. století.(1998).
- Dvě století střední Evropy. (2005).
- Historik v pohybu. (2013).
- Čtvrt století střední Evropy. (2019).